# Langues pano-tacananes

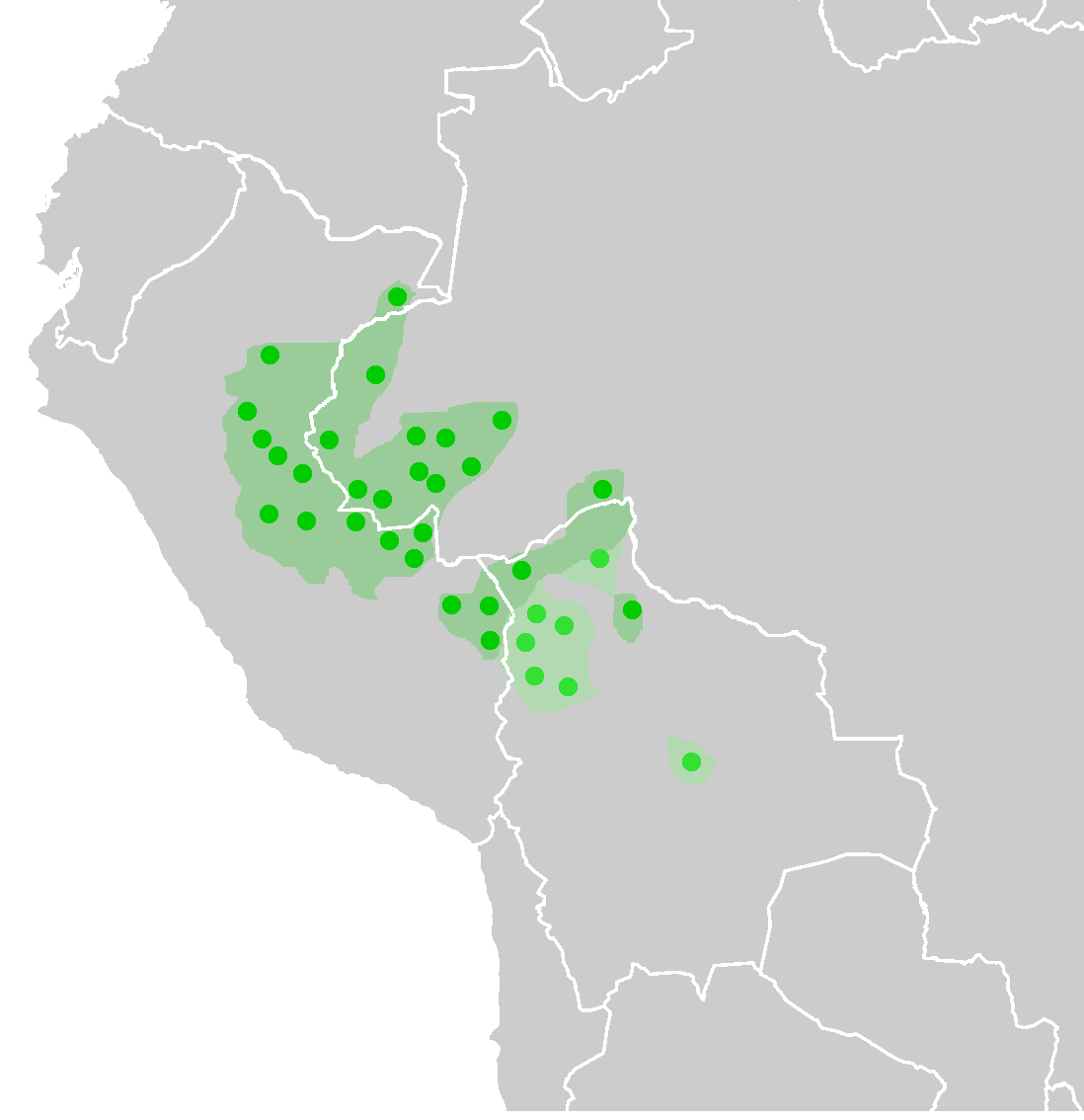
Langues panoanes (en vert foncé) et langues tacananes (en vert clair). Les cercles indiquent la localisation des langues modernes documentées.

Les langues pano-tacananes sont une famille de langues amérindiennes d'Amérique du Sud, parlées en Amazonie dans l'Ouest du Pérou, au Brésil et en Bolivie.

Cette famille est elle-même constituée de deux familles de langues, les langues panoanes et les langues tacananes.